# Тобайас, Кен
Кен (Кеннет Уэйн Пол) Тобайас (англ. Ken (Kenneth Wayne Paul) Tobias) — канадский композитор, автор-исполнитель и художник, работавший в жанрах софт-рок, фолк-рок и кантри-рок. Наиболее известен как автор песни «Stay Awhile», записанной монреальской группой The Bells и возглавлявшей канадский чарт синглов, и сольной песни «I Just Want to Make Music», входившей в первую десятку этого чарта. Член Зала музыкальной славы Новой Шотландии с 2016 года.

## Биография
Родился в Сент-Джоне (Нью-Брансуик) в 1945 году. С 1961 года вместе с братом Тони начал играть в местной фолк-группе The Ramblers. В этом коллективе Кен играл на гитаре, а в рок-группе Badd Cedes — на ударных. Вместе с Тони начал писать набиравшую в это время популярность фолк-музыку, вместе братья получили постоянную программу на местном радио. В 1964 году Кен Тобайас был выбран представителем Атлантической Канады для концерта на Парламентском холме в честь Дня Доминиона, транслировавшегося на всю страну. На концерте он исполнил собственную песню «This is the Maritimes».
В 1965 году переехал в Галифакс. Часто выступал в программах CBC, в том числе в телепрограмме Music Hop, входил в постоянный состав выходившей в эфир в 1966—1968 годах программы Singalong Jubilee, где пел собственные песни соло или в дуэте с Энн Мюррей. Выступал также в клубах Монреаля. На короткое время сформировал собственную группу Book of Tobias, но в 1968 году по совету Билла Медли (The Righteous Brothers) отправился в Голливуд, где подписал контракт со звукозаписывающей фирмой Медли. Первый спродюсированный Медли сингл Тобайаса, «You’re Not Even Going To The Fair», вышел на следующий год, однако проблемы с рабочей визой заставили канадца вернуться в Монреаль.
Вторично приехал в Голливуд, заключив контракт с MGM/Verve, и в 1970 году написал балладу «Stay Awhile». В исполнении монреальской группы The Bells песня стала хитом: было продано более двух миллионов копий сингла с нею, в канадском чарте синглов она поднялась до первого места, в американском — до седьмого и попала также в хит-парады в Австралии и Новой Зеландии.
В 1972 году осел в Торонто, выступал с различными коллективами в клубах Онтарио и Нью-Йорка, а также с дуэтом The Everly Brothers. На протяжении 1970-х годов гастролировал по Канаде, а в 1978 году предпринял турне по Европе. Продолжал выступать на канадском телевидении. Вместе с Тони Тобайасом основал издательскую фирму Gloosecap Music. В 1972 году выпустил с MGM/Verve первый сольный альбом — Tobias/Dream No. 2, заглавный сингл которого «Dream No. 2» стал хитом. В следующем году песня Тобайаса «I Just Want to Make Music», которую Канадская энциклопедия называет «декларацией трудовой этики автора-песенника», попала в первую десятку канадского чарта. В том же году записал на лондонской AIR Studios второй альбом — выдержанный в жанре кантри-рок The Magic’s in the Music.
С 1975 по 1978 год выпустил четыре диска с компанией Attic Records: три года подряд выходили студийные альбомы, а в 1978 году — сборник The Ken Tobias Collection — So Far… So Good. В 1978 году также работал в Италии, где написал саундтрек для спагетти-вестерна «Серебряное седло».
К 200-летию Сент-Джона записал в 1983 году песню «Here You Are Today». В том же году снятый на его музыку рекламный ролик бюро туризма Нью-Брансуика получил престижную премию «Клио». На следующий год выпустил сразу два диска — Gallery и сборник для детей Ken Tobias — Friends, ставшие последними перед долгим перерывом. В 1980-е и 1990-е годы продолжал писать музыку для кино и телевидения. В 1989 году по заказу труппы Ballet Jörgen Canada написал также композицию для балетной постановки, получившую название «Dreams Of A Subtle World». В 1992 году записал для канадского радио шесть новых песен, дистрибуцией которых занималась фирма Тони Тобайаса Pangaea Music House.
Помимо работы над музыкой, начал заниматься живописью; создал более сотни картин, входящих в частные коллекции, а также в экспозицию галереи The True North (Уотердаун, Онтарио), где собраны художественные работы канадских музыкантов. В 2004 году вернулся в Сент-Джон, выступал на фестивалях в провинциях Атлантической Канады и в 2007 году выпустил свой последний авторский альбом From A Distance, записанный в родном городе. В 2016 году стал членом Зала музыкальной славы Новой Шотландии. Скончался от опухоли головного мозга в Сент-Джонской региональной больнице в возрасте 79 лет в октябре 2024 года.

## Сольные альбомы
- 1972 — Tobias/Dream No. 2 (MGM/Verve)
- 1973 — The Magic’s in the Music (MGM)
- 1975 — Every Bit of Love (Attic Records)
- 1976 — Siren Spell (Attic Records)
- 1977 — Street Ballet (Attic Records)
- 1978 — The Ken Tobias Collection — So Far… So Good (сборник, Attic Records)
- 1984 — Ken Tobias — Friends (Kiddin' 'Round Records)
- 1984 — Gallery (CBC)
- 2007 — From A Distance (Pangaea Music House)